# Thomas Hübener
Thomas Hübener (* 25. Juni 1982 in Langenfeld) ist ein ehemaliger deutscher Fußballspieler.

## Karriere
Thomas Hübener spielte in der Jugend bei TuSpo Richrath und Union Solingen, ehe er im Alter von 16 Jahren zu Bayer 04 Leverkusen wechselte. Seine Karriere begann der Abwehrspieler 2001 bei den Amateuren von Bayer Leverkusen. 2002 wechselte er zu Fortuna Köln. Zur Saison 2004/05 kehrte Hübener zur zweiten Mannschaft von Bayer Leverkusen zurück. Von dort aus schaffte er den Sprung in den Profikader der Werkself, für die er einige Male auf der Reservebank in der Bundesliga, dem UEFA-Pokal und der Champions League saß.
Zur Saison 2007/08 wechselte Thomas Hübener in die Regionalliga Nord zur SG Dynamo Dresden, mit der er sich in der ersten Saison für die eingleisige 3. Liga qualifizierte. Unter dem Trainer Matthias Maucksch wurde der Abwehrspieler Anfang 2010 Mannschaftskapitän. Er führte die Mannschaft zum Ende der Saison 2010/11 in die Relegation zur 2. Bundesliga und stieg mit den Dresdnern, nachdem man sich gegen den VfL Osnabrück durchsetzen konnte, in die 2. Bundesliga auf.
Zur Saison 2011/12 wechselte Thomas Hübener zum Zweitliga-Absteiger Arminia Bielefeld. Dort übernahm er die Rückennummer 5 von Rüdiger Kauf. Nach einem enttäuschenden 13. Tabellenplatz im ersten Jahr gelang ihm mit der Arminia in der Saison 2012/13 der Wiederaufstieg in die 2. Bundesliga. Nachdem Markus Schuler 2012 seine Karriere beendet hatte, war Hübener bis Herbst 2013 zudem Kapitän der Arminia. Am 3. Juni 2014 gab der FC Energie Cottbus bekannt, dass Thomas Hübener ablösefrei zum Zweitliga-Absteiger wechselt. Dort traf er auf seinen ehemaligen Trainer Stefan Krämer. Im März 2016 wurde Hübener vom Verein suspendiert, weil er laut dem Trainer Vasile Miriuta „schlechte Stimmung verbreitet“ haben soll. Nach dem Abstieg in die Regionalliga verließ Hübener den Verein und beendete seine Karriere.
Im Sommer 2017 eröffnete Hübener in seiner Heimatstadt Langenfeld ein Crossfit-Studio.

## Erfolge
- Aufstieg in die 2. Bundesliga mit Dynamo Dresden 2011
- Aufstieg in die 2. Bundesliga mit Arminia Bielefeld 2013
- Westfalenpokalsieger mit Arminia Bielefeld 2012, 2013